# 笹山公園

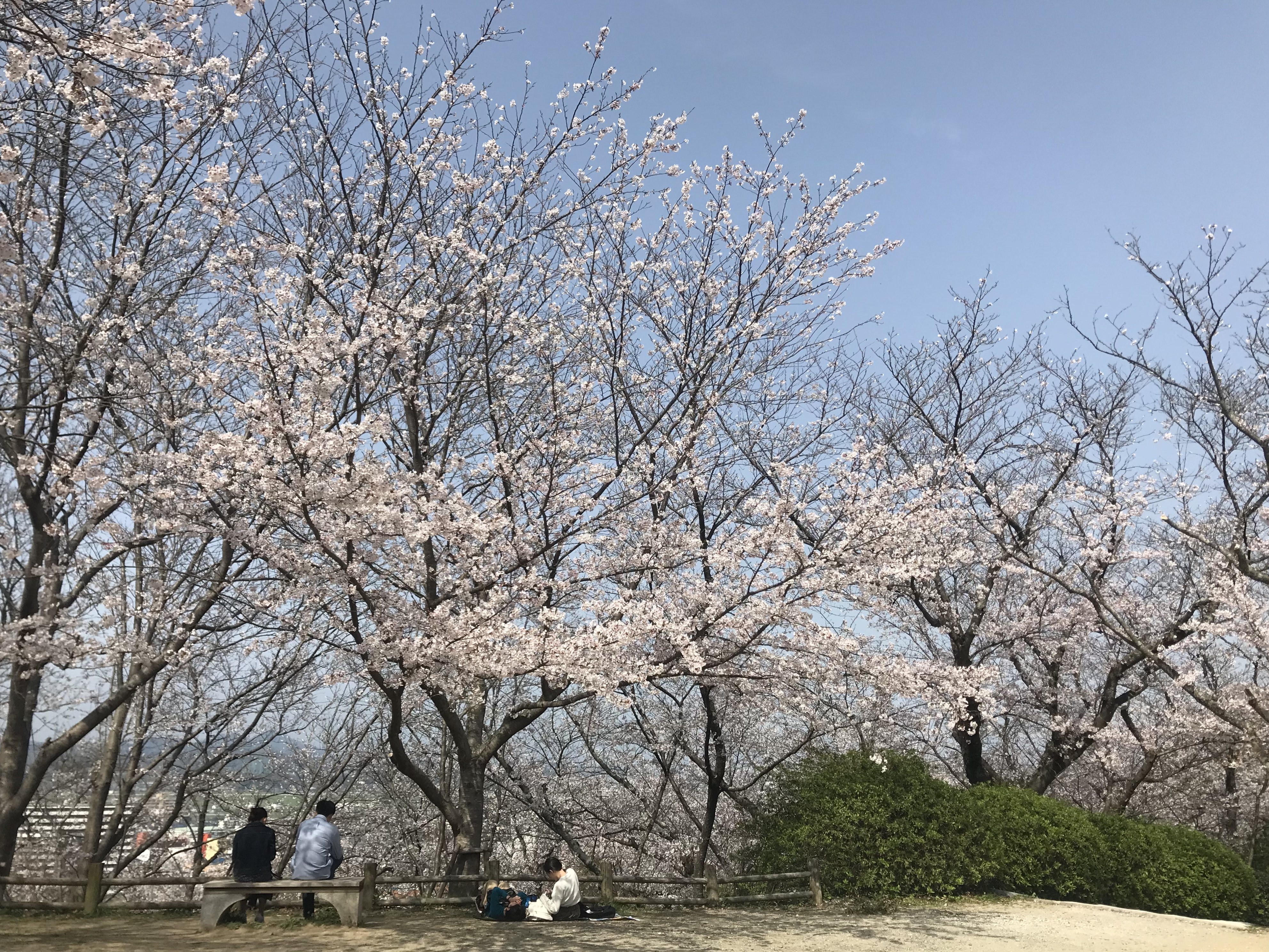
笹山公園の桜

笹山公園（ささやまこうえん）は、福岡県糸島市にある公園である。

## 概説
筑前前原駅の南側に位置する小山に、古代・歴史・文化・自然・緑をコンセプトに造られた公園。4つの広場や遊具などで構成されており、糸島市街や可也山を見渡せる展望台もある。糸島市屈指の桜の名所であり、入口から戦没者慰霊碑の立つ山頂まで、約700本の桜のトンネルを抜けるような散策路がある。
戦国時代、この場所には当地の豪族・波多江氏がこの地に舞岳城を築いたとされる。現在、城郭の跡などは残っていない。

## 所在地・アクセス
- 所在地

福岡県糸島市前原駅南2
- 交通アクセス

JR九州筑肥線筑前前原駅より徒歩8分（680m）
マイカーの場合、西九州自動車道前原インターチェンジから2㎞。
駐車場あり

## ギャラリー

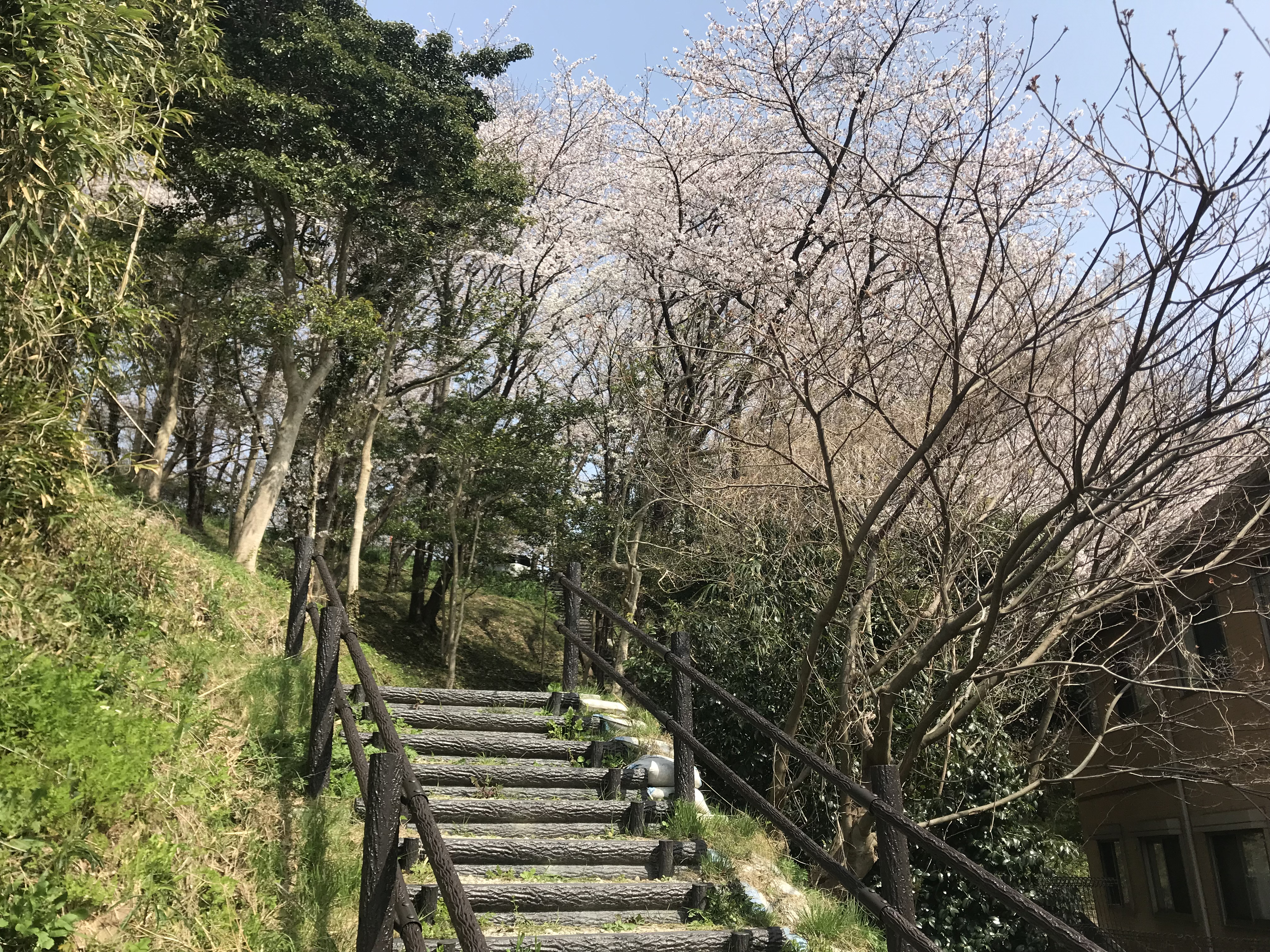
園内の遊歩道
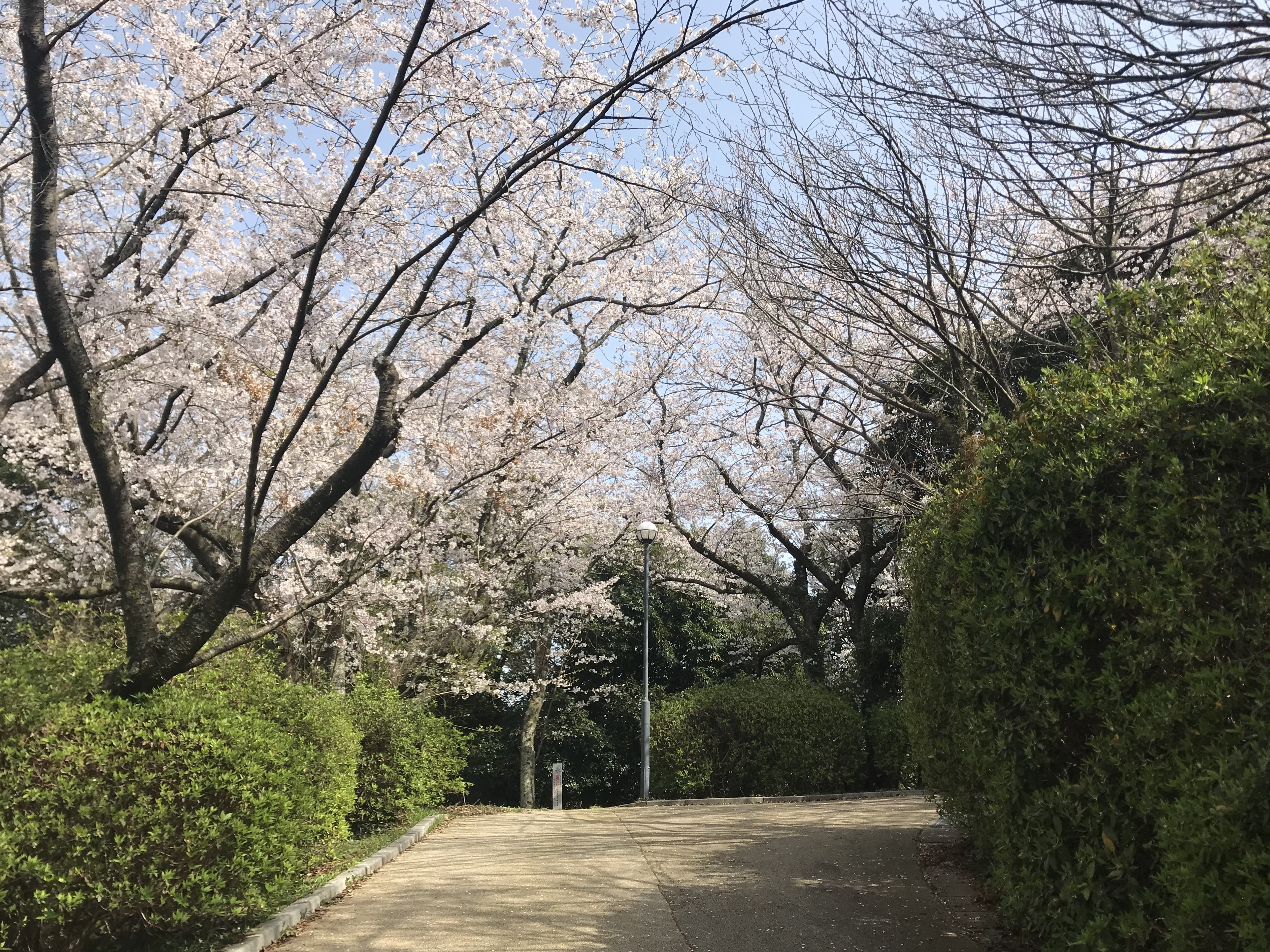
園内の桜
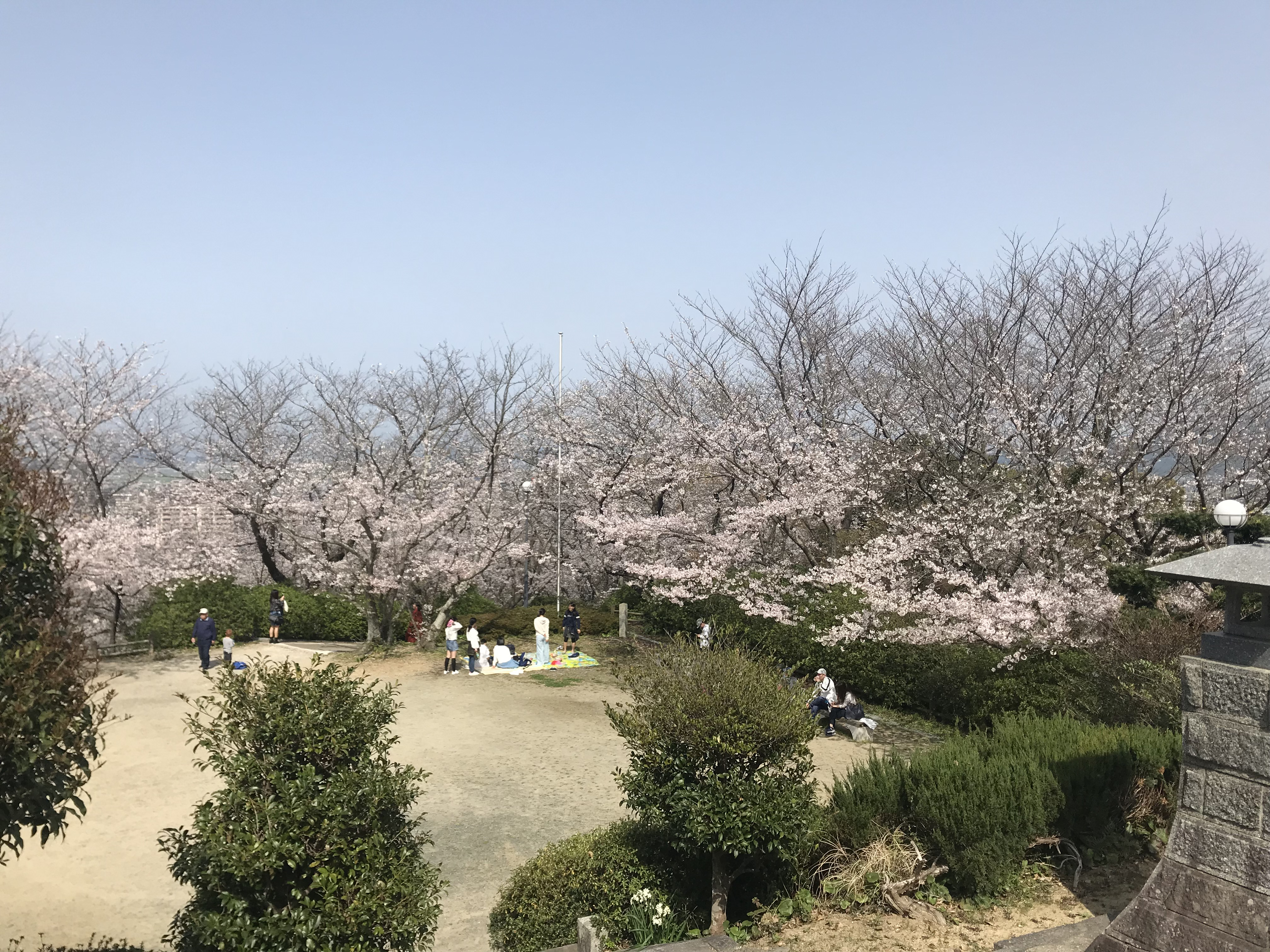
園内の広場
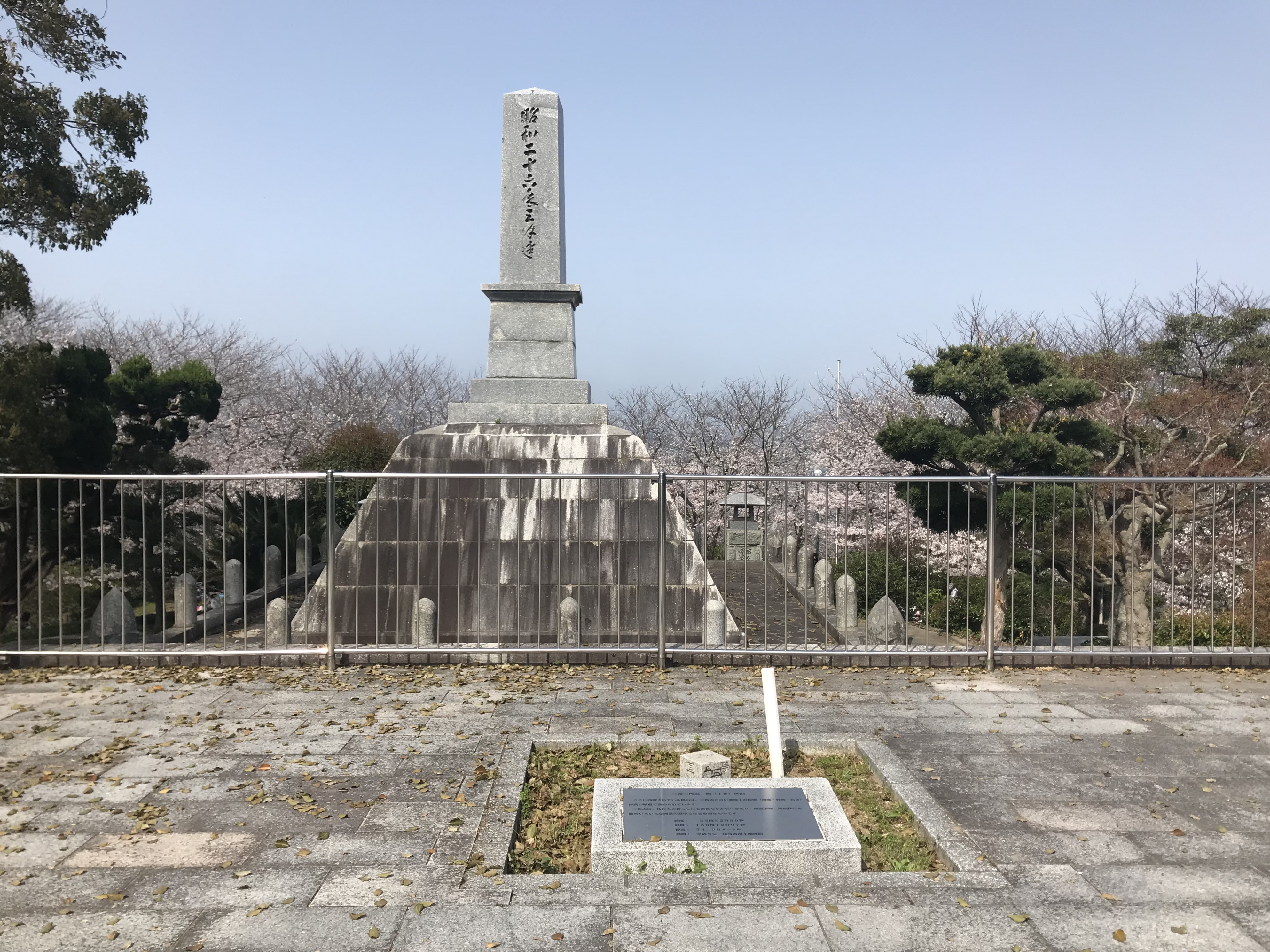
慰霊碑
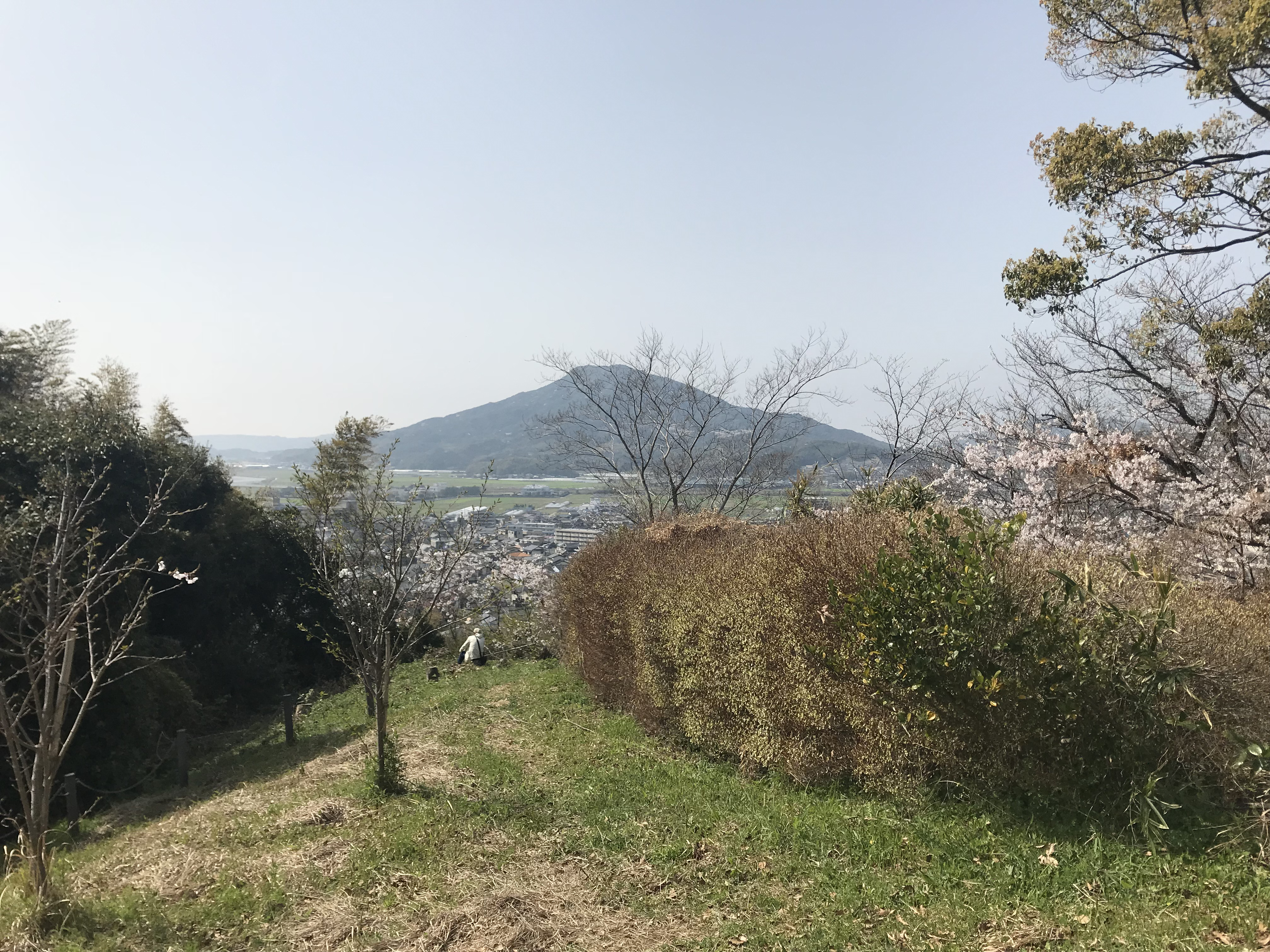
公園より可也山を望む